# Sarah Carlström
Sarah Carlström, född 7 september 1992 i Lund, är en svensk handbollsspelare (vänsternia/mittnia).

## Karriär

### Eslöv tur och retur
Efter ett år i elitserien med Eslövs IK 2012-2013 lämnade Sarah Carlström Eslöv. Under säsongen bröt hon armen. Hon fick begränsat med speltid och fick spela som kantspelare. Hennes förra klubb Kristianstad HK hade avancerat till damallsvenskan och Sarah Carlström återvände dit. Första säsongen i damallsvenskan slutade säsongen med en andra plats efter Tyresö. Kristianstad klarade inte kvalet mot BK Heid och fick ta nya tag 2014-2015.

### Skadeelände
Säsongen slutade med succé och Kristianstad HK vann damallsvenskan. Sarah Carlström var en av de viktigaste spelarna som bidrag till detta. För henne slutade säsongen i moll. I januari 2015 skadade hon korsbandet och fick sedan uppleva två år med skador. 2016 slog hon upp skadan i samma korsband. Efter den skadan dömde läkarna ut hennes möjligheter att spela handboll.  Först fick hon infektion i det opererade knäet och sen hade hon en axelskada och slutligen en spricka i tummen. Hennes comeback dröjde till februari 2017 då hon spelade mot Boden.

### Åter skadefri
Efter två skadetyngda år kunde Sarah Carlström 2017 spela debuten i SHE helt skadefri.Säsongen 2017-2018 blev en succé med en femteplats i SHE för klubblaget och en 19:e plats i skytteligan för Sarah Carlström. Inför 2018-2019 tappade Kristianstad HK många spelare Asli Iskit, Lucie Satrapova, Julia Golubeva,  och Agnes Rutqvist och precis före säsongen blev Maja Hansson gravid och dessutom slutade Martina Chrova att spela handboll. Kristianstad HK kom till debuten 2018 med ett oprövat och mindre rutinerat lag. Stort ansvar vilade på Sarah Carlström som enda kvarvarande stjärna i laget. Hon gjorde också en strålande säsong med seger i skytteligan och en tredjeplats i MEP-ligan och hon blev uttagen i månadens lag i SHE. Hon etablerade sig under säsongen som en av SHE:s bättre spelare. För klubblaget gick det sämre. Kristianstad HK slutade på sista plats och degraderades till damallsvenskan. Sarah Carlström bytte klubb till Lugi HF säsongen 2019-2020. Det blev ingen bra säsong med mycket spel som högernia i klubblaget vilket inte passade Carlström alls för hon är en snabb genombrottsspelare som är beroende av ett fungerande rörelsemönster. Efter en säsong i Lugi HF valde Sarah Carlström att gå åter till Kristianstad HK som tagit sig tillbaka i SHE.